# Gagrella spinoculata
Gagrella spinoculata is een hooiwagen uit de familie Sclerosomatidae.